# DALK外伝
『DALK外伝』（だるくがいでん）はアリスソフトから2002年9月27日に発売されたアダルトゲーム。定価2800円。その名の通りDALKの外伝作品。

## 概要
大きくわけてストーリーモードと、アリスソフトの作品でおなじみの「潜り」モードに分かれる。このうちストーリー部分は、各キャラクターのエピソードとメインストーリーが独立した形式になっている。メインストーリーは2部構成で,第2部のストーリーが終わる階層を踏破するとエンディングとなり、「潜り」モードへ移行する。「潜り」はひたすらダンジョンを進むだけのパートで、ダンジョンの深さは前作DALKと同様に地下1000階まである。
1000階をクリアするとDALK　MASTERの称号がもらえる。
前作『DALK』のシステムを改良しつつ(DALKは正方形マスだが今作は六角形マス、装備品を簡略化し方眼マス配置にするペルシオンなどと同様のシステムとするなど)、DALKの良さであるジョブチェンジやギミックのあるダンジョンなどはそのままとなっている。
本作は初めてSystem4.0を採用した作品で、System4.0の試験的なテストも兼ねて製作された。

## あらすじ
恋愛男神マーティスは、絶対神フラドに大巨体神ヴァルガに寄生した寄生魔神を倒すよう命じられるも、面倒くささを理由に辞退する。マーティスは怒ったフラドにより人間にされてしまい、寄生魔神を倒すまで元に戻さないと言われ、やむなく引き受ける。だが、恋愛男神だったマーティスは性別が男の生物には完全に無力である為、7人のメイド達に代わりに戦ってもらうことにした。

## 登場人物

### 主人公
恋愛男神マーティス（れんあいだんしんまーてぃす）
恋愛を司る神。女性の感情の管理を行う。絶対神フラドの逆鱗に触れてしまい人間にされてしまう。女性から経験値を貰う事が出来る能力を持っている一方、男性に対しては完全に無力である。

### ヒロイン
エレシア・プリシス（えれしあ ぷりしす）
お側付き見習いでメイド隊の新人の天使。
誰とでも仲良くなることが出来、ちょっとドジで不器用だけど頑張り屋の性格。争い事は苦手。フィーメに憧れている
マーティスのメイドになる事を志願し、マーティスに認められメイド隊の一員になる。兄が一人いたが、ある事件でエレシアを守ろうとして魔族に殺された。
レジィナ・ファーラム（れじぃな ふぁーらむ）
魔族と人間のハーフ。
マーティスの前では素直だが、それ以外には素直になれずにメイド隊の中で少々孤立気味。
人前では優雅にみせているが陰では血の滲む努力をしている。いじっぱりで照れ屋。ヴェルナによく付き纏われている。
奴隷にされ毎日男たちの性処理道具にされていた所をマーティスに助けられ、メイド隊の一員になった。
ヴェルナ・ウイーナ（ヴぇるな ういーな）
良家のお嬢様で鬼人の血を引いている。
本や研究が大好きで、何かに没頭すると他には気が回らなくなる。
亡き母の面影があり同じ境遇のレジィナのことが大好きで、レジィナの表情1つ1つが萌え萌えらしい。かなりのMである。
突然の先祖返りによって頭にツノが生えた結果、人々に迫害され、10歳の時に母親が死に1人になり男達に陵辱されて続けていたが、マーティスに助けられメイド隊の一員になった。
リーシャ・アノス（りーしゃ あのす）
いつも元気な獣人族の猫娘。
メイド隊のマスコット的存在で、みんなの笑顔が好きな為、みんなにまとわりついている。頭を撫でて貰うのが大好き。同じ獣人族のファーファとは仲が良い。
両親に捨てられ、マーティスに引き取られメイド隊の一員になった。リーシャと言う名前はマーティスに付けてもらった。
ファーファ・クリューワ（ふぁーふぁ くりゅーわ）
実験により生み出されたホムンクルスの獣人。
感情表現があまり出来ず、メイド隊のみんなと仲良くしたいがどう表現して良いか分からず自分を持て余している。同じ獣人族のリーシャとは仲が良い。
暴走により研究員達を皆殺しにしたファーファをマーティスが保護し、メイド隊の一員になった。
フィーメ・アールヴ（ふぃーめ あーるヴ）
エルフの少女。
物腰穏やかで眉目秀麗。胸が大きいことを気にしているがレジィナやリーシャには羨ましがられている。
他のメイド達の姉的存在で、彼女らの過去を知っており何かと気遣っている。
生まれてすぐに捨てられ、マーティスに拾われ育てられた。マーティスは親であり恋人であり絶対の存在。
北条時子（ほうじょう ときこ）
物静かな大和撫子。
戦いの虚しさを知りながらも主であるマーティスや仲間の為に戦う。
目下のメイドたちを妹のように思っている。主に館の護衛をしている。
マーティスとは娼婦をやっていた頃に知り合い、メイド隊の一員になる。

### サブキャラクター
絶対神フラド（ぜったいしんふらど）
神々の王。
絶対的な力を持っており神々達に使命を与える存在。次元を支える柱としての役割を持つため、一切の移動行為が出来ない。 戦神達が別の使命の為に留守にしている為、ヴァルガに寄生した寄生魔神退治の使命をマーティスに与えるも、「めんどくさい」という発言に不快感をあらわにし、彼を人間にしてしまう。
大巨体神ヴァルガ（だいきょだいしんヴぁるが）
山のような巨体を誇る神。体内に寄生魔神が寄生してしまった為腹痛で苦しんでいる。
超戦神ダルク（ちょうせんしんだるく）
戦いの女神。数少ない戦神で他の戦神達のエース的存在。そのためダルクだけが超付けで呼ばれている。現在別の使命のため留守にしている。
戦士系最強クラス「ダルク」へのクラスチェンジ用アイテムをくれる。
魔法神ルナ（まほうしんるな）
魔法の神。キレると残虐非道になる。ダルクとはあまり仲が良くない。魔法系最強クラス「ルナ」へのクラスチェンジ用アイテムをくれる。
エロス神ボーボ（えろすしんぼーぼ）
エロスの神で、性的な事柄にしか関心が無く、女の子モンスターを使ったアダルトビデオの制作をしている。神の中ではあまり強くない。
恋愛女神ミラ（れんあいじょしんみら）
恋愛を司る神でマーティスの恋人。男性の感情を管理を行う一方、女性には一切関与出来ないようになっている(完全に無力になる）。
寄生魔神ポート・ヌーヌ（きせいまじんぽーと ぬーぬ）
四体いる寄生魔神の一体。ヴァルガの体内に寄生し破壊の為にモンスターを吐き出し続けている。
ロブディンナーグ（ろぶでぃんなーぐ）
神殺しの剣を持つデビルロード。 神々を倒し自分が唯一の神になろうとしている。
グウレイグ（ぐうれいぐ）
ロブディンナーグのパートナーのダークエルフ。生まれてすぐに捨てられロブディンナーグに拾われ育てられた。ロブディンナーグは親であり恋人であり絶対の存在。
北条真名（ほうじょう まな）
時子の妹。死んだと思われていたがマーティスが見つけだし引き取った。8人目のメイド隊になるべく勉強中。
格闘神タイガージョー（かくとうしんたいがーじょー）
虎頭の人物。アイテムを大量に捨てたマーティスの前に突然現れる。格闘系最強クラス「タイガージョー」へのクラスチェンジ用アイテムをくれる。
防御神アリエッタ（ぼうぎょしんありえった）
かえるにょ・ぱにょ～んに登場したアリエッタと同じ。同一人物かどうかは不明。マーティスの前に現れて、防御系最強クラス「アリエッタ」へのクラスチェンジ用アイテムをくれる。

## スタッフ
- シナリオ：とり（チーフ）、（サブ）、HIRO（サブ）
- キャラクター原画 むつみまさと
- 音楽 :NEY

## 売り上げ
本作は、販売サイト「プロップ通販」の2002年の通期ランキングにて12位にランクインした。